# مانوئل خیمنز (بازیکن فوتبال، زاده ۱۹۵۶)
مانوئل خیمنز (انگلیسی: Manuel Jiménez؛ زادهٔ ۲۷ اکتبر ۱۹۵۶) بازیکن فوتبال اهل اسپانیا است.
از باشگاه‌هایی که در آن بازی کرده‌است می‌توان به باشگاه فوتبال اسپورتینگ خیخون اشاره کرد.
وی همچنین در تیم‌های ملی فوتبال Spain B national football team و اسپانیا بازی کرده‌است.